# Nomorhamphus weberi
Nomorhamphus weberi is een straalvinnige vissensoort uit de familie van de Zenarchopterida. De wetenschappelijke naam van de soort is voor het eerst geldig gepubliceerd in 1897 door Boulenger.